# Qualificazioni al Campionato europeo femminile di pallacanestro 2009
Il 16 febbraio 2008 si è tenuto a Venezia il sorteggio per i gironi di qualificazione che si disputeranno dal 13 agosto al 13 settembre 2008.
Si qualificano le prime 2 squadre di ogni girone e la migliore terza.
Le quattro peggior classificate giocheranno la Relegation Round (dal 4 al 19 gennaio 2009), dalla quale verranno decise le  2 squadre che retrocederanno nella Division B nel 2010-2011.

Le 6 squadre rimanenti giocheranno l'Additional Round (dal 4 al 19 gennaio 2009) per assegnare gli ultimi 2 posti restanti per la fase finale.

## Qualificazioni
Già qualificate : Russia, Spagna, Bielorussia, Lettonia, Rep. Ceca
| Gruppo A                                        | Gruppo B                                              | Gruppo C                                  | Gruppo D                      |
| ----------------------------------------------- | ----------------------------------------------------- | ----------------------------------------- | ----------------------------- |
| Israele Germania Ucraina Lituania Gran Bretagna | Italia Polonia Bosnia ed Erzegovina Finlandia Turchia | Ungheria Francia Slovenia Croazia Romania | Grecia Belgio Bulgaria Serbia |

### Gruppo A

#### Classifica
|  | Qualificata alla fase finale |
|  | All'Additional Round         |
|  | Alla Relegation Round        |

| Squadra       | Pt | V | P | PF  | PS  | Diff |
| ------------- | -- | - | - | --- | --- | ---- |
| Israele       | 14 | 6 | 2 | 604 | 537 | +67  |
| Lituania      | 14 | 6 | 2 | 551 | 498 | +53  |
| Ucraina       | 13 | 5 | 3 | 580 | 527 | +53  |
| Germania      | 10 | 2 | 6 | 472 | 580 | -108 |
| Gran Bretagna | 9  | 1 | 7 | 540 | 605 | -65  |

#### Risultati
| Arbitri: | Petr Sudek Charalampos Karakatsounis |

|          |       |             |
| Doron 25 | Punti | 14 Bavendam |

| 6 settembre 2008, ore 18:00 | Germania | 74 – 65 (22-13, 41-26, 60-46) | Ucraina |  |

| 6 settembre 2008, ore 19:00 | Lituania | 76 – 68 (19-22, 40-40, 60-46) | Gran Bretagna |  |

| Marburgo 13 settembre 2008, ore 19:30 | Germania                       | 57 – 67 (18-19, 30-29, 44-48) | Lituania | (800 spett.)\| Arbitri: \| Andres Tobi Dariusz Lenczowski \| |
| Arbitri:                              | Andres Tobi Dariusz Lenczowski |                               |          |                                                              |

| Ramat Gan 13 settembre 2008, ore 20:25 | Israele                                     | 75 – 69 (14-17, 34-25, 49-50) | Gran Bretagna | (1.200 spett.)\| Arbitri: \| Nikolaos Papadimitriou Petros Christophides \| |
| Arbitri:                               | Nikolaos Papadimitriou Petros Christophides |                               |               |                                                                             |

### Gruppo B

#### Classifica
|  | Qualificata alla fase finale |
|  | All'Additional Round         |
|  | Alla Relegation Round        |

| Squadra              | Pt | V | P | PF  | PS  | Diff |
| -------------------- | -- | - | - | --- | --- | ---- |
| Turchia              | 15 | 7 | 1 | 604 | 474 | +130 |
| Polonia              | 15 | 7 | 1 | 612 | 481 | +131 |
| Italia               | 12 | 4 | 4 | 532 | 498 | +34  |
| Bosnia ed Erzegovina | 9  | 1 | 7 | 450 | 593 | -143 |
| Finlandia            | 9  | 1 | 7 | 443 | 595 | -152 |

#### Risultati
| Arbitri: | Sergiy Chaykovskyy Martynas Gudas |

|              |          |               |
| Bibrzycka 27 | Punti    | 17 Ballardini |
|              | Assist   | 3 Franchini   |
|              | Rimbalzi | 7 Ress        |

| Espoo 13 agosto 2008, ore 19:00 | Finlandia                  | 46 – 45 (17-8, 25-26, 32-35) | Bosnia ed Erzegovina | Tapiolan Urheiluhalli (537 spett.)\| Arbitri: \| Atso Matsalu Asa Johansson \| |
| Arbitri:                        | Atso Matsalu Asa Johansson |                              |                      |                                                                                |

| Arbitri: | Nikola Lepetic Gili Cohen |

|           |       |                 |
| Yılmaz 15 | Punti | 14 Wielebnowska |

| Arbitri: | Eric Bertrand Anna Cardus |

|                  |          |  |
| Ress 25          | Punti    |  |
| tre giocatrici 4 | Assist   |  |
| Ress 9           | Rimbalzi |  |

| Arbitri: | Saša Maričić Jelena Tomic |

|  |          |            |
|  | Punti    | 15 Zanon   |
|  | Assist   | 4 Gianolla |
|  | Rimbalzi | 8 Ress     |

| Arbitri: | Mart Uuehendrik Ingus Baumanis |

|  |       |           |
|  | Punti | 18 Yılmaz |

| Leszno 23 agosto 2008, ore 18:30 | Polonia | 95 – 54 | Finlandia | Hala "Trapez" |

| Zenica 23 agosto 2008, ore 20:00 | Bosnia ed Erzegovina | 65 – 86 | Turchia | SD Bilmiste |

| Zenica 27 agosto 2008, ore 19:00 | Bosnia ed Erzegovina | 68 – 74 | Polonia | SD Bilmiste |

| Arbitri: | Ioannis Iliopoulos Tomislav Vovk |

|              |          |  |
| Pastore 12   | Punti    |  |
| Pastore 2    | Assist   |  |
| Ballardini 7 | Rimbalzi |  |

| Arbitri: | Bernard Vassallo Carlos Mateus |

|               |          |                 |
| Ballardini 13 | Punti    | 19 Wielebnowska |
| Ballardini 4  | Assist   |                 |
| Zanon 7       | Rimbalzi |                 |

| Zenica 30 agosto 2008, ore 20:00 | Bosnia ed Erzegovina | 75 – 74 | Finlandia | SD Bilmiste |

| Stargard Szczeciński 3 settembre 2008, ore 18:15 | Polonia                       | 76 – 64 (24-18, 39-34, 60-51) | Turchia | (2.000 spett.)\| Arbitri: \| Fedor Dmitriev Martynas Gudas \| |
| Arbitri:                                         | Fedor Dmitriev Martynas Gudas |                               |         |                                                               |

| Arbitri: | Atso Matsalu Elena Chernova |

|              |          |               |
|              | Punti    | 14 Ballardini |
|              | Assist   | 3 Gianolla    |
| Laaksonen 10 | Rimbalzi | 8 Franchini   |

| Adana 6 settembre 2008, ore 18:00 | Turchia | 76 – 42 (23-6, 42-16, 63-32) | Finlandia | Menderes Sport Hall |

| Arbitri: | Tamas Földhazi Matej Spendl |

|                  |          |          |
| Ress 19          | Punti    | 14 Savić |
| Zanon, Pastore 3 | Assist   |          |
| Zanon 8          | Rimbalzi |          |

| 10 settembre 2008, ore 18:00 | Turchia                          | 79 – 50 (18-16, 35-27, 55-41) | Bosnia ed Erzegovina | Yüregic/Adana (600 spett.)\| Arbitri: \| Borislav Peltekov Eyal Pohoriles \| |
| Arbitri:                     | Borislav Peltekov Eyal Pohoriles |                               |                      |                                                                              |

| Espoo 10 settembre 2008, ore 19:00 | Finlandia                    | 47 – 78 (10-17, 24-36, 34-57) | Polonia | (286 spett.)\| Arbitri: \| Nail Saitgaleev Tanel Suslov \| |
| Arbitri:                           | Nail Saitgaleev Tanel Suslov |                               |         |                                                            |

| Arbitri: | Roman Kolar Maka Kupatadze |

|  |          |              |
|  | Punti    | 13 Franchini |
|  | Assist   | 3 Ballardini |
|  | Rimbalzi | 7 Ress       |

| Katowice 13 settembre 2008, ore 18:30 | Polonia                              | 91 – 45 (24-15, 50-24, 75-41) | Bosnia ed Erzegovina | Hala Szopienice (1.200 spett.)\| Arbitri: \| Tomislav Kovacic Mindaugas Vecerskis \| |
| Arbitri:                              | Tomislav Kovacic Mindaugas Vecerskis |                               |                      |                                                                                      |

### Gruppo C

#### Classifica
|  | Qualificata alla fase finale |
|  | All'Additional Round         |
|  | Alla Relegation Round        |

| Squadra  | Pt | V | P | PF  | PS  | Diff |
| -------- | -- | - | - | --- | --- | ---- |
| Francia  | 15 | 7 | 1 | 547 | 469 | +78  |
| Slovenia | 13 | 5 | 3 | 542 | 484 | +58  |
| Ungheria | 13 | 5 | 3 | 554 | 502 | +52  |
| Croazia  | 10 | 2 | 6 | 468 | 538 | -70  |
| Romania  | 9  | 1 | 7 | 497 | 615 | -118 |

### Gruppo D

#### Classifica
|  | Qualificata alla fase finale |
|  | All'Additional Round         |
|  | Alla Relegation Round        |

| Team     | Pt | V | P | PF  | PS  | Diff |
| -------- | -- | - | - | --- | --- | ---- |
| Grecia   | 11 | 5 | 1 | 448 | 376 | +72  |
| Serbia   | 9  | 3 | 3 | 425 | 432 | -7   |
| Belgio   | 8  | 2 | 4 | 407 | 428 | -21  |
| Bulgaria | 8  | 2 | 4 | 400 | 444 | -44  |

## Additional Round

### Gruppo A
| Team     | Pts | W | L | PF  | PA  | Diff |
| -------- | --- | - | - | --- | --- | ---- |
| Ucraina  | 7   | 3 | 1 | 266 | 232 | +34  |
| Germania | 6   | 2 | 2 | 229 | 245 | -16  |
| Bulgaria | 5   | 1 | 3 | 264 | 282 | -18  |

### Gruppo B
| Team    | Pts | W | L | PF  | PA  | Diff |
| ------- | --- | - | - | --- | --- | ---- |
| Italia  | 7   | 3 | 1 | 303 | 258 | +45  |
| Croazia | 6   | 2 | 2 | 303 | 314 | -11  |
| Belgio  | 5   | 1 | 3 | 300 | 334 | -34  |